# Liste von Terroranschlägen im Jahr 1977
Die Liste von Terroranschlägen im Jahr 1977 enthält eine unvollständige Auswahl von Terroranschlägen, die im Jahr 1977 passierten. Attentate werden gesondert in der Liste bekannter Attentate behandelt. Die Liste von Sprengstoffanschlägen listet auch nichtterroristische Anschläge. Die Liste von Flugzeugentführungen enthält eine Liste mit meist terroristischem Hintergrund. Im Artikel Rechtsterrorismus werden weitere terroristische Anschläge aufgezählt.

## Erläuterung
In der Spalte Politische Ausrichtung ist die politische bzw. weltanschauliche Einordnung der Täter angegeben: faschistisch, rassistisch, nationalistisch, nationalsozialistisch, sozialistisch, kommunistisch, antiimperialistisch, islamistisch (schiitisch, sunnitisch, deobandisch, salafistisch, wahhabitisch), hinduistisch. Bei vorrangig auf staatliche Unabhängigkeit oder Autonomie zielender Ausrichtung ist autonomistisch vorangestellt, gefolgt von der Region oder der Volksgruppe und ggf. weiteren Merkmalen der Täter: armenisch, irisch (katholisch), kurdisch, tirolisch, tschetschenisch, dagestanisch, punjabisch (sikhistisch), palästinensisch.
Die Opferzahlen der Anschläge werden farbig dargestellt:

Die Zahl bei den Anschlägen getöteter/verletzter Täter ist in Klammern ( ) gesetzt.

## Januar
| Datum/Beginn    | Betroffenes Land | Anschlag           | Täter                   | Politische Ausrichtung                                                                                         | Mittel        | Ziel                                | Tote | Verletzte | Hintergrund |
| --------------- | ---------------- | ------------------ | ----------------------- | --- | ------------- | ----------------------------------- | ---- | --------- | ----------- |
| 08. Januar 1977 | Sowjetunion      | Anschlag in Moskau | Armenische Separatisten | autonomistisch-armenisch                                                                                       | 3 Sprengsätze | U-Bahn-Zug, 2 Lebensmittelgeschäfte | 7    | 37        |             |
| 22. Januar 1977 | Österreich       | Anschlag in Wien   | RAF                     | linksextremistisch, antifaschistisch, antiimperialistisch, kommunistisch, maoistisch, marxistisch-leninistisch | Dynamit       | Fahrzeug                            | 1    | 1         |             |
| 24. Januar 1977 | Spanien          | Blutbad von Atocha | Neofaschisten           | nationalistisch, faschistisch                                                                                  | Schusswaffen  | Gebäude                             | 5    | 4         |             |

## März
| Datum/Beginn  | Betroffenes Land | Anschlag                            | Täter           | Politische Ausrichtung                        | Mittel                    | Ziel      | Tote | Verletzte | Hintergrund |
| ------------- | ---------------- | ----------------------------------- | --------------- | --------------------------------------------- | ------------------------- | --------- | ---- | --------- | ----------- |
| 09. März 1977 | USA              | Anschlag in Washington              | Hanafi Movement |                                               | Schusswaffen, Geiselnahme | Gebäude   | 2    | 1         |             |
| 27. März 1977 | Spanien          | Anschlag auf den Kanarischen Inseln | MPAIAC          | autonomistisch-kanarisch, antiimperialistisch | Sprengsatz                | Flughafen | 0    | 7         |             |

## April
| Datum/Beginn   | Betroffenes Land | Anschlag         | Täter     | Politische Ausrichtung                   | Mittel      | Ziel                                  | Tote | Verletzte | Hintergrund |
| -------------- | ---------------- | ---------------- | --------- | ---------------------------------------- | ----------- | ------------------------------------- | ---- | --------- | ----------- |
| 30. April 1977 | Deutschland      | Anschlag in Köln | Rote Zora | linksextremistisch, radikal-feministisch | Sprengstoff | Gebäude der Bundesärztekammer in Köln | 0    | 0         |             |

## Mai
| Datum/Beginn | Betroffenes Land | Anschlag             | Täter                           | Politische Ausrichtung                                      | Mittel                    | Ziel                   | Tote | Verletzte | Hintergrund |
| ------------ | ---------------- | -------------------- | ------------------------------- | ----------------------------------------------------------- | ------------------------- | ---------------------- | ---- | --------- | ----------- |
| 01. Mai 1977 | Mauretanien      | Anschlag in Zouérat  | Frente Polisario                | autonomistisch, sahrawi-nationalistisch, sozialdemokratisch | Automatische Schusswaffen | Bergbauanlage          | 2    | 0         |             |
| 01. Mai 1977 | Mauretanien      | Anschlag in Zouérat  | Frente Polisario                | autonomistisch, sahrawi-nationalistisch, sozialdemokratisch | Entführung                | Französische Touristen | 2    | 0         |             |
| 08. Mai 1977 | Türkei           | Anschlag in Istanbul |                                 |                                                             | Sprengstoff               | Gebäude                | 0    | 23        |             |
| 29. Mai 1977 | Türkei           | Anschlag in Istanbul | Demokratische Republik Armenien | autonomistisch                                              | Sprengstoff               | Bahnhof                | 0    | 10        |             |
| 29. Mai 1977 | Türkei           | Anschlag in Istanbul | Demokratische Republik Armenien | autonomistisch                                              | Sprengstoff               | Flughafen              | 5    | 42        |             |

## Juni
| Datum/Beginn  | Betroffenes Land       | Anschlag              | Täter                    | Politische Ausrichtung            | Mittel                | Ziel           | Tote | Verletzte | Hintergrund        |
| ------------- | ---------------------- | --------------------- | ------------------------ | --------------------------------- | --------------------- | -------------- | ---- | --------- | ------------------ |
| 02. Juni 1977 | Vereinigtes Königreich | Anschlag in Ardboe    | PIRA                     | autonomistisch, irisch-katholisch | Scharfschützengewehre | Polizeistreife | 3    |           | Nordirlandkonflikt |
| 20. Juni 1977 | Jugoslawien            | Anschlag in Ljubljana | Kroatische Nationalisten | kroatisch-nationalistisch         | Sprengstoff           | Zug            | 1    | 7         |                    |

## Juli
| Datum/Beginn  | Betroffenes Land | Anschlag                 | Täter | Politische Ausrichtung | Mittel      | Ziel  | Tote | Verletzte | Hintergrund |
| ------------- | ---------------- | ------------------------ | ----- | ---------------------- | ----------- | ----- | ---- | --------- | ----------- |
| 29. Juli 1977 | Israel           | Anschlag in Beʾer Scheva |       |                        | Sprengstoff | Markt | 0    | 23        |             |

## August
| Datum/Beginn    | Betroffenes Land | Anschlag                  | Täter                                                 | Politische Ausrichtung                                                                    | Mittel      | Ziel        | Tote | Verletzte | Hintergrund |
| --------------- | ---------------- | ------------------------- | ----------------------------------------------------- | ----------------------------------------------------------------------------------------- | ----------- | ----------- | ---- | --------- | ----------- |
| 03. August 1977 | USA              | Anschlag in New York City | Fuerzas Armadas de Liberación Nacional Puertorriqueña | autonomistisch, puerto-ricanisch-nationalistisch, marxistisch-leninistisch, kommunistisch | Sprengstoff | Bürogebäude | 1    | 8         |             |

## September
| Datum/Beginn       | Betroffenes Land | Anschlag              | Täter                           | Politische Ausrichtung | Mittel      | Ziel            | Tote | Verletzte | Hintergrund |
| ------------------ | ---------------- | --------------------- | ------------------------------- | ---------------------- | ----------- | --------------- | ---- | --------- | ----------- |
| 20. September 1977 | Spanien          | Anschlag in Madrid    | Alianza Anticomunista Argentina | rechtsextremistisch    | Sprengstoff | Zeitungsgebäude | 1    | 16        |             |
| 20. September 1977 | Spanien          | Anschlag in Barcelona | Alianza Anticomunista Argentina | rechtsextremistisch    | Sprengstoff | Zeitungsgebäude | 1    | 16        |             |

## Oktober
| Datum/Beginn     | Betroffenes Land       | Anschlag                            | Täter                | Politische Ausrichtung                            | Mittel               | Ziel                | Tote   | Verletzte | Hintergrund                           |
| ---------------- | ---------------------- | ----------------------------------- | -------------------- | ------------------------------------------------- | -------------------- | ------------------- | ------ | --------- | ------------------------------------- |
| 08. Oktober 1977 | USA                    | Anschlag in Richmond Heights        | Joseph Paul Franklin | rechtsextrem                                      | Scharfschützengewehr | Jüdische Zivilisten | 1      | 2         |                                       |
| 13. Oktober 1977 |                        | Entführung des Flugzeugs „Landshut“ | PFLP                 | autonomistisch, palästinensisch-nationalistisch   | Flugzeugentführung   | Verkehr             | 1 (+3) | 3 (+1)    | Israelisch-Palästinensischer Konflikt |
| 14. Oktober 1977 | Vereinigtes Königreich | Anschlag in London                  | IRA                  | autonomistisch, irisch-republikanisch, katholisch | Brandstiftung        | Lokal               | 0      | 14        | Nordirlandkonflikt                    |

## Dezember
| Datum/Beginn      | Betroffenes Land | Anschlag                   | Täter | Politische Ausrichtung | Mittel       | Ziel     | Tote | Verletzte | Hintergrund |
| ----------------- | ---------------- | -------------------------- | ----- | ---------------------- | ------------ | -------- | ---- | --------- | ----------- |
| 04. Dezember 1977 | Malaysia         | Malaysia-Airlines-Flug 653 |       |                        | Schusswaffen | Flugzeug | 100  | 0         |             |